# Dictyocaulus
Dictyocaulus es un  género de nemátodos parásitos de los bronquios de los caballos, ovejas, cabras, ciervos, y ganado. Dictyocaulus arnfeldii es el gusano de los caballos, y Dictyocaulus viviparus es el gusano que afecta a los ruminantes.

## Dictyocaulus viviparus: gusano pulmonar del ganado y ciervos
El D. viviparus es el más común de los gusanos pulmonares del ganado; la infección es también conocida como verminosis pulmonar bovina o bronquitis verminosa. Aunque se clasifica como el mismo parásito, algunas personas creen que D. viviparus del reno y el del ciervo deben ser reclasificados como especies diferentes, incluyendo D. eckertii en Nueva Zelanda. De todas maneras, ambas especies demuestran una infección cruzada entre el ganado y los cérvidos (al menos en Nueva Zelanda) .

## Ciclo biológico

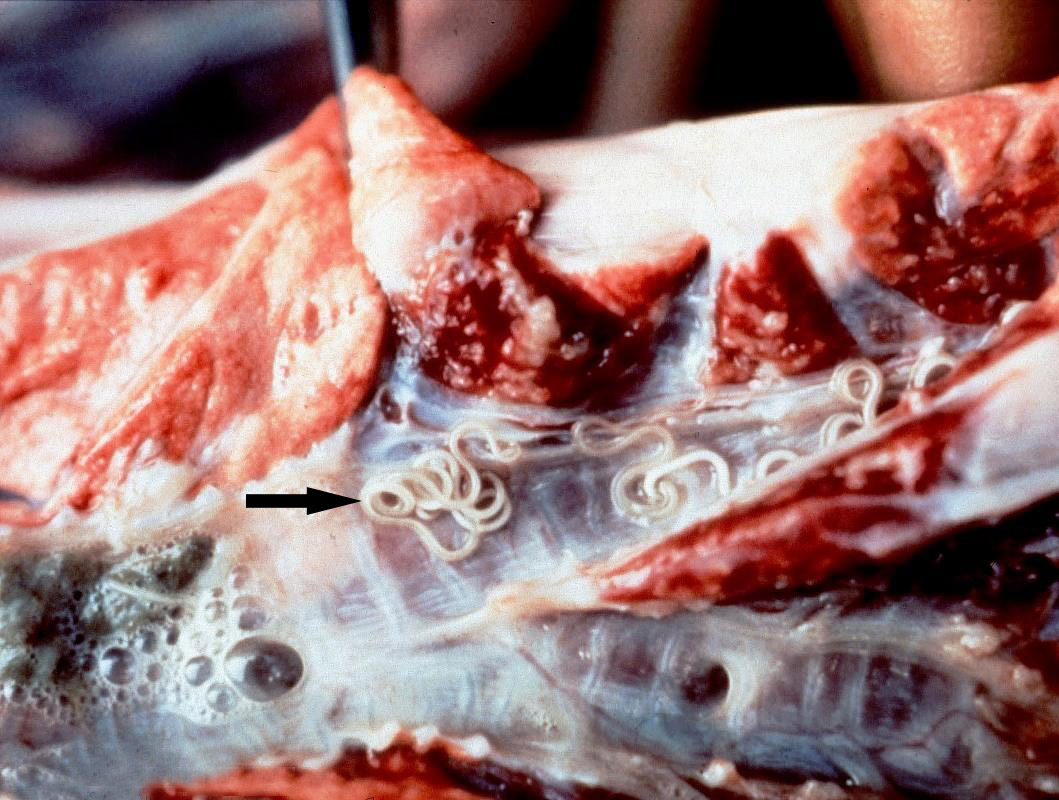
Infección de los bronquios de una vaca por el parásito adulto.

Los vermes adultos se localizan en la tráquea y los bronquios, donde las hembras que son ovovivíparas ponen los huevos de 85x55 um , que contienen las larvas L-I  totalmente desarrolladas. La eclosión tiene lugar en los bronquios, liberándose las larvas con rapidez y son arrastradas mecánicamente por accesos de tos y por el epitelio ciliar de los bronquios hacia la tráquea, llegan al espacio nasofáringeo y son deglutidas con la secreción mucosa o expulsadas al exterior con el flujo nasal. En el aparato digestivo finaliza la eclosión de los huevos y las L-I son eliminadas con las heces. La L-I de D viviparus poseen numerosas células intestinales y gránulos oscuros y su esófago es rabditiforme; el extremo anterior redondeado.
El ciclo biológico de Dictyocaulus viviparus es directo. La fase externa se desarrolla en 6-7 días en condiciones adecuadas, pero puede prolongarse por varias semanas. En el exterior en el seno de la materia fecal, las L-I se mueven lentamente y con humedad, temperatura y oxigenación favorables, mudan dos veces, se transforman en larvas L-II y L-III , que ya son infectantes y se mantienen a expensas de sus reservas celulares. Son de tipo estrongiliforme y en sus extremos se observa tres vainas y las células intestinales ya desprovistas de los gránulos oscuros, su tamaño es de 0.9-2.7 mm . Estas larvas son poco activas y con frecuencia se encuentran enrolladas, por lo que difícilmente se desplazan de los excrementos a la hierba. Además, las larvas que alcanzan la hierba efectúan migraciones verticales muy limitadas y utilizan frecuentemente para su dispersión la esporulación de un hongo del género pilobolus, que crece en las heces del ganado vacuno.
Las L-III abandonan las heces de forma activa, mecánica o con la ayuda de los esporangios de los hongos del género pilobolus y se desplazan hacia la hierba.
Los bovinos ingieren las L-III con la hierba y cuando llegan al intestino delgado se liberan de las vainas protectoras y traviesan la mucosa intestinal , pasan a la circulación linfática y alcanzan los ganglios linfáticos mesentéricos locales, donde a las 24 horas ya hay L-III; en ellos mudan a larvas L-IV en aproximadamente 4 días post-infección. Posteriormente estas larvas llegan a los pulmones por la vía linfática y sanguínea a la semana post-infección. Desde los capilares perialveolares atraviesan los tejidos y pasan a los alvéolos y bronquiolos pulmonares donde realizan la última muda para pasar a L-V ,a los 18-20 días post-infección. En los bronquios y bronquiolos estas fases inmaduras se desarrollan sexualmente, y al cabo de un mes post-infección ya se observan larvas L-I en las heces. Así pues el periodo de infección es aproximadamente de 4 semanas. Los Dictyocaulus viven a expensas del abundante mucus presente en el tracto respiratorio, como consecuencia del proceso inflamatorio, pero son in capaces de nutrirse de sangre. Su longevidad alcanza hasta los 6 meses. Algunas  L-V  permanecen algún tiempo en los pulmones hasta llegar a su madurez sexual, es decir, experimentan un retraso del desarrollo de semanas e incluso meses, lo que supone un estado de inhibición larvaria que prolonga el periodo de prevalencia.
huevos eliminados por las heces, L3 es ingerido por un hospedador adecuado entra en el bronquio donde ovopositan

## Diagnóstico de la infección deD. viviparus
1. Detección microscópica de larvas en heces.
2. Detección microscópica de larvas y huevos en esputo o lavado bronquiolveolar de un animal afectado.
3. Serología en busca de antígenos.
4. Detección de larvas con técnica de Baerman.

## Tratamiento de la infección
Las enfermedades verminosas pueden ser tratadas con ivermectina, albendazol, fenbendazol, febantel y otros antihelmínticos. El manejo de pastos es un buen método de prevención.

## D. arnfeldiien caballos y burros
D. arnfeldi es similar a D. viviparus en el ganado, pero solo afecta equidos. Los burros normalmente no muestran sintomatología y pueden ser transmisores como portadores. La transmisión de los burros a los caballos puede ocasionar severas infecciones por lo que se recomienda no dejar que ambas especies pasten juntas. 